# António Covas Lima
António Fernando Covas Lima GOM (1907 - 2 de Novembro de 1970), foi um político e médico radiologista português. Foi um dos principais responsáveis pelo desenvolvimento da radiologia em território nacional.

## Biografia

### Nascimento e formação
Nasceu em 1907. Formou-se em 1929, tendo logo em seguida iniciado a sua preparação especializada em radioterapia, frequentando cursos de Roentgenterapia e Curieterapia no Instituto Oncológico.

### Carreira profissional
Exerceu como médico, tendo sido um dos principais responsáveis pela introdução da radiologia em Portugal. Também teve um papel preponderante na luta contra a tuberculose, tendo em 1947 executado a primeira grande operação de rastreio àquela doença no país, em conjunto com Flávio dos Santos. Esta operação envolveu a observação radiológica de um grande número de indivíduos, primeiro crianças do ensino primário e liceal e jovens a começarem o serviço militar, tendo depois abrangido funcionários públicos, desportistas e trabalhadores rurais. Trabalhou igualmente no combate à silicose, doença que estava a atingir mais fortemente os mineiros em Aljustrel, Cercal, São Domingos e Lousal. Lutou pelos direitos a cuidados de saúde por parte das camadas mais desfavorecidas da população, num período em que ainda não tinha sido implementado o Serviço Nacional de Saúde. Durante um discurso em sua homenagem em 1970, o deputado Lopes Frazão realçou como Covas Lima pagava com os seus próprios fundos as despesas que tinha na assistência às populações, como a aquisição das chapas de radiologia. Também implementou e dirigiu a Seara do Dispensário, que o auxiliou nos meios necessários à prestação de cuidados de saúde, e defendeu a construção de um dispensário contra a tuberculose e silicose em Aljustrel. Em 1933 fundou um consultório de Radiologia, na cidade de Beja.
Também exerceu como deputado na Assembleia Nacional, tendo sido o principal promotor para a construção do Hospital Distrital de Beja, inaugurado em 1969. Foi um defensor das políticas de Marcelo Caetano, como a implementação do estado social e a Evolução na Continuidade.
Foi igualmente um apoiante das práticas desportivas, tendo sido jogador de futebol durante a juventude, e um atleta até aos seus anos finais, apesar de sofrer de uma doença debilitante. Foi dirigente desportivo durante muitos anos, e na altura do seu falecimento exercia como delegado da Direcção-Geral da Educação Física, Desportos e Saúde Escolar em Beja. Promoveu igualmente a instalação de um pavilhão gimno-desportivo na cidade de Beja.

### Falecimento
Faleceu em 2 de Novembro de 1970. Teve um filho, João Covas Lima, que também se destacou como médico radiologista.

## Homenagens
Em 20 de Agosto de 1969 foi condecorado com o grau de grande oficial na Ordem de Benemerência. Também recebeu a Medalha de Bons Serviços Desportivos, pela sua contribuição para o desenvolvimento do desporto. O seu nome também colocado em ruas em Beja, Serpa, Moura, São Matias, Cuba e Vidigueira, como forma de homenagem pelo seu apoio às populações.
Em 2014 foi colocado o nome de Instituto de Imagiologia Drs. António e João Covas Lima no consultório de radiologia fundado por António Covas Lima.